# Elecciones municipales de Abancay de 2018
Las elecciones municipales de Abancay de 2018 se llevaron a cabo el 7 de octubre de 2018 para elegir al alcalde y al Concejo Provincial de Abancay para el periodo 2019-2022. La elección se celebró simultáneamente con elecciones regionales y municipales (provinciales y distritales) en todo el Perú.
Como resultado de esta elección, Guido Chahuaylla Maldonado, candidato del Movimiento Regional Llankasun Kuska, obtuvo el 23.27% de votos válidos y resultó electo como alcalde provincial de Abancay.

## Sistema electoral
La Municipalidad Provincial de Abancay es el órgano administrativo y de gobierno de la provincia de Abancay. Está compuesta por el alcalde y el Concejo Provincial.
La votación del alcalde y el concejo se realiza en base al sufragio universal, que comprende a todos los ciudadanos nacionales mayores de dieciocho años, empadronados y residentes en la provincia de Abancay y en pleno goce de sus derechos políticos, así como a los ciudadanos no nacionales residentes y empadronados en la provincia de Abancay. No hay reelección inmediata de alcaldes.
El Concejo Provincial de Abancay está compuesto por 11 regidores elegidos por sufragio directo para un período de cuatro (4) años, en forma conjunta con la elección del alcalde (quien lo preside). La votación es por lista cerrada y bloqueada. Se asigna a la lista ganadora los escaños según el método d'Hondt o la mitad más uno, lo que más le favorezca.

## Composición del Concejo Provincial de Abancay
La siguiente tabla muestra la composición del Concejo Provincial de Abancay antes de las elecciones.
| Partidos | Partidos                                           | Regidores |
| -------- | -------------------------------------------------- | --------- |
|          | Movimiento Popular Kallpa                          | 7         |
|          | Alianza para el Progreso                           | 1         |
|          | Unión por el Perú                                  | 1         |
|          | Movimiento Independiente Fuerza Campesina Regional | 1         |
|          | Fuerza Popular                                     | 1         |

## Partidos y candidatos
A continuación se muestra una lista de los principales partidos y alianzas electorales que participaron en las elecciones:
| Candidatura | Candidatura | Partidos y alianzas                                          | Candidato | Candidato                  | Ideología                                                          | Resultado previo | Resultado previo | Ref. |
| Candidatura | Candidatura | Partidos y alianzas                                          | Candidato | Candidato                  | Ideología                                                          | Votos (%)        | Reg.             | Ref. |
| ----------- | ----------- | ------------------------------------------------------------ | --------- | -------------------------- | ------------------------------------------------------------------ | ---------------- | ---------------- | ---- |
|             | Kallpa      | Lista - Movimiento Popular Kallpa (Kallpa)                   |           | Luis Barra Pacheco         | Regionalismo apurimeño                                             | 29.12%           | 7                |      |
|             | APP         | Lista - Alianza para el Progreso (APP)                       |           | Elio Vidal Robles          | Liberalismo económico Conservadurismo liberal Populismo de derecha | 16.78%           | 1                |      |
|             | UPP         | Lista - Unión por el Perú (UPP)                              |           | Maryluz Elguera Hilares    | Etnocacerismo Nacionalismo de izquierda Ultranacionalismo          | 14.95%           | 1                |      |
|             | AP          | Lista - Acción Popular (AP)                                  |           | Edward Palacios Vásquez    | Partido atrapalotodo                                               | 4.31%            | 0                |      |
|             | FA          | Lista - Frente Amplio (FA)                                   |           | Justo Pozo Zárate          | Socialismo Ecologismo Descentralización                            | 3.74%            | 0                |      |
|             | JP          | Lista - Juntos por el Perú (JP)                              |           | David Rimasca Huarancca    | Socialismo democrático Progresismo                                 | 1.19%            | 0                |      |
|             | SP          | Lista - Somos Perú (SP)                                      |           | Wolf Sullcahuamán López    | Democracia cristiana Conservadurismo social                        | Nuevo            | Nuevo            |      |
|             | DD          | Lista - Democracia Directa (DD)                              |           | Saúl Pedraza Mezares       | Socialismo Nacionalismo de izquierda Ecologismo                    | Nuevo            | Nuevo            |      |
|             | VP          | Lista - Vamos Perú (VP)                                      |           | Edwar Cconislla Cáceres    | Populismo Socialdemocracia                                         | Nuevo            | Nuevo            |      |
|             | AvP         | Lista - Avanza País (AvP)                                    |           | Lino Juro Huachaca         | Conservadurismo liberal Liberalismo clásico                        | Nuevo            | Nuevo            |      |
|             | Kuska       | Lista - Movimiento Regional Llankasun Kuska (Kuska)          |           | Guido Chahuaylla Maldonado | Regionalismo apurimeño                                             | Nuevo            | Nuevo            |      |
|             | IND         | Lista - Lista Independiente N° 1 Unidos por un Abancay Mejor |           | Richard Espinoza Palomino  | Localismo abanquino                                                | Nuevo            | Nuevo            |      |

## Sondeos de opinión
La siguiente tabla enumera las estimaciones de la intención de voto en orden cronológico inverso, mostrando las más recientes primero y utilizando las fechas en las que se realizó el trabajo de campo de la encuesta. Cuando se desconocen las fechas del trabajo de campo, se proporciona la fecha de publicación.
Leyenda:
     Sondeo realizado en el periodo de prohibición legal de la difusión de sondeos de intención de voto.

### Intención de voto
La siguiente tabla enumera las estimaciones ponderadas (sin incluir votos en blanco y nulos) de la intención de voto.
|                                |            |   |      |      |      |      |     |     |  |  |  |
| Elecciones municipales de 2018 | 7 oct 2018 | — | 26.6 | 19.0 | 18.6 | 14.7 | 4.8 | 7.6 |  |  |  |
|                                |            |   |      |      |      |      |     |     |  |  |  |
| Ipsos Perú/América             | 7 oct 2018 | ? | 21.1 | 23.3 | 19.5 | 13.4 | –   | 1.2 |  |  |  |
| Ipsos Perú/América             | 7 oct 2018 | ? | 28.1 | 24.4 | 15.0 | 10.9 | –   | 3.7 |  |  |  |

## Resultados

### Sumario general
| |                                                      |              |              |              |           |           |
| Partidos y coaliciones                                                                                      | Partidos y coaliciones                               | Voto popular | Voto popular | Voto popular | Regidores | Regidores |
| Partidos y coaliciones                                                                                      | Partidos y coaliciones                               | Votos        | %            | +/−          | Total     | +/−       |
| | Movimiento Regional Llankasun Kuska (Kuska)          | 13,209       | 26.59        | Nuevo        | 7         | +7        |
| | Movimiento Popular Kallpa (Kallpa)                   | 9,431        | 18.98        | –10.14       | 2         | –5        |
| | Alianza para el Progreso (APP)                       | 9,242        | 18.60        | +1.82        | 1         | ±0        |
| | Frente Amplio (FA)                                   | 7,314        | 14.72        | +10.98       | 1         | +1        |
| | Democracia Directa (DD)                              | 2,405        | 4.84         | Nuevo        | 0         | ±0        |
| | Acción Popular (AP)                                  | 2,321        | 4.67         | +0.36        | 0         | ±0        |
| | Lista Independiente N° 1 Unidos por un Abancay Mejor | 1,725        | 3.47         | n/a          | 0         | ±0        |
| | Somos Perú (SP)                                      | 1,555        | 3.13         | n/a          | 0         | ±0        |
| | Unión por el Perú (UPP)                              | 975          | 1.96         | –12.99       | 0         | –1        |
| | Juntos por el Perú (JP)1                             | 832          | 1.67         | +0.48        | 0         | ±0        |
| | Vamos Perú (VP)                                      | 429          | 0.86         | Nuevo        | 0         | ±0        |
| | Avanza País (AvP)                                    | 247          | 0.50         | Nuevo        | 0         | ±0        |
| |                                                      |              |              |              |           |           |
| Total | Total                                                | 49,685       |              |              | 11        | ±0        |
| |                                                      |              |              |              |           |           |
| Votos válidos                                                                                               | Votos válidos                                        | 49,685       | 80.93        | –4.76        |           |           |
| Votos en blanco                                                                                             | Votos en blanco                                      | 5,056        | 8.24         | +2.44        |           |           |
| Votos nulos                                                                                                 | Votos nulos                                          | 6,648        | 10.83        | +2.32        |           |           |
| Votos emitidos                                                                                              | Votos emitidos                                       | 61,389       | 78.00        | –3.41        |           |           |
| Abstenciones                                                                                                | Abstenciones                                         | 17,310       | 22.00        | +3.41        |           |           |
| Votantes registrados                                                                                        | Votantes registrados                                 | 78,699       |              |              |           |           |
| |                                                      |              |              |              |           |           |
| Fuente: |                                                      |              |              |              |           |           |
| Notas al pie: 1 Comparado con los resultados del Partido Humanista Peruano (PHP) en las elecciones de 2014. |                                                      |              |              |              |           |           |
| Notas al pie:                                                                                               |                                                      |              |              |              |           |           |
| 1 Comparado con los resultados del Partido Humanista Peruano (PHP) en las elecciones de 2014.               |                                                      |              |              |              |           |           |

### Concejo Provincial de Abancay
| Cargo                          | Autoridad electa            | Partido político | Partido político                    |
| ------------------------------ | --------------------------- | ---------------- | ----------------------------------- |
| Alcalde Provincial de Abancay  | Guido Chahuaylla Maldonado  |                  | Movimiento Regional Llankasun Kuska |
| Regidor Provincial de Abancay  | Neil Huamaní Pozo           |                  | Movimiento Regional Llankasun Kuska |
| Regidor Provincial de Abancay  | Carlos Olaya Alarcón        |                  | Movimiento Regional Llankasun Kuska |
| Regidora Provincial de Abancay | Lia Paliza Pinto            |                  | Movimiento Regional Llankasun Kuska |
| Regidora Provincial de Abancay | Rufina Sarmiento Puma       |                  | Movimiento Regional Llankasun Kuska |
| Regidor Provincial de Abancay  | José Monzón Huamán          |                  | Movimiento Regional Llankasun Kuska |
| Regidor Provincial de Abancay  | Antonio Cáceres Cervantes   |                  | Movimiento Regional Llankasun Kuska |
| Regidor Provincial de Abancay  | Luis Barazorda Calderón     |                  | Movimiento Regional Llankasun Kuska |
| Regidor Provincial de Abancay  | Ramiro Bueno Quino          |                  | Movimiento Popular Kallpa           |
| Regidora Provincial de Abancay | María Rosada Silva          |                  | Movimiento Popular Kallpa           |
| Regidor Provincial de Abancay  | Everaldo Ramos Huaccharaqui |                  | Alianza para el Progreso            |
| Regidora Provincial de Abancay | Kelly Pinto Casaverde       |                  | Frente Amplio                       |

## Elecciones municipales distritales

### Sumario general
| | Alianza para el Progreso (APP)                       | 6,500  | 29.17 | +22.61 | 3 | +2 |  |  |
| | Movimiento Popular Kallpa (Kallpa)                   | 4,907  | 22.02 | +1.16  | 1 | ±0 |  |  |
| | Movimiento Regional Llankasun Kuska (Kuska)          | 3,213  | 14.42 | Nuevo  | 4 | +4 |  |  |
| | Perú Libertario (PL)                                 | 2,184  | 9.80  | Nuevo  | 0 | ±0 |  |  |
| | Frente Amplio (FA)                                   | 2,152  | 9.66  | +8.91  | 0 | ±0 |  |  |
| | Democracia Directa (DD)                              | 1,352  | 6.07  | Nuevo  | 0 | ±0 |  |  |
| | Somos Perú (SP)                                      | 1,024  | 4.60  | +4.12  | 0 | ±0 |  |  |
| | Acción Popular (AP)                                  | 274    | 1.23  | –8.58  | 0 | ±0 |  |  |
| | Unión por el Perú (UPP)                              | 162    | 0.73  | –19.87 | 0 | –2 |  |  |
| | Lista Independiente N° 1 Unidos por un Abancay Mejor | 179    | 0.80  | n/a    | 0 | ±0 |  |  |
| | Vamos Perú (VP)                                      | 159    | 0.71  | Nuevo  | 0 | ±0 |  |  |
| | Fuerza Popular (FP)                                  | 95     | 0.93  | –17.59 | 0 | –2 |  |  |
| | Juntos por el Perú (JP)1                             | 52     | 0.23  | +0.22  | 0 | ±0 |  |  |
| | Siempre Unidos (SU)                                  | 30     | 0.13  | Nuevo  | 0 | ±0 |  |  |
| |                                                      |        |       |        |   |    |  |  |
| Total | Total                                                | 22,283 |       |        | 8 | ±0 |  |  |
| |                                                      |        |       |        |   |    |  |  |
| Votos válidos                                                                                               | Votos válidos                                        | 22,283 | 83.72 | –1.65  |   |    |  |  |
| Votos en blanco                                                                                             | Votos en blanco                                      | 2,712  | 10.19 | +2.84  |   |    |  |  |
| Votos nulos                                                                                                 | Votos nulos                                          | 1,622  | 6.09  | –1.19  |   |    |  |  |
| Votos emitidos                                                                                              | Votos emitidos                                       | 26,617 | 78.79 | –4.34  |   |    |  |  |
| Abstenciones                                                                                                | Abstenciones                                         | 7,167  | 21.21 | +4.34  |   |    |  |  |
| Votantes registrados                                                                                        | Votantes registrados                                 | 33,784 |       |        |   |    |  |  |
| |                                                      |        |       |        |   |    |  |  |
| Fuente: |                                                      |        |       |        |   |    |  |  |
| Notas al pie: 1 Comparado con los resultados del Partido Humanista Peruano (PHP) en las elecciones de 2014. |                                                      |        |       |        |   |    |  |  |
| Notas al pie:                                                                                               |                                                      |        |       |        |   |    |  |  |
| 1 Comparado con los resultados del Partido Humanista Peruano (PHP) en las elecciones de 2014.               |                                                      |        |       |        |   |    |  |  |

### Resultados por distrito
La siguiente tabla enumera el control de los distritos de la provincia de Abancay. El cambio de mando de una organización política se resalta del color de ese partido.
| Distrito             | Alcalde(sa) titular          | Partido político | Partido político          | Alcalde(sa) electo(a)             | Partido político | Partido político          |
| -------------------- | ---------------------------- | ---------------- | ------------------------- | --------------------------------- | ---------------- | ------------------------- |
| Chacoche             | Julián Romero Castillo       |                  | Poder Popular Andino      | Juvenal Camacho Quispe            |                  | Movimiento Popular Kallpa |
| Circa                | Teodoro Sarmiento Huamán     |                  | Fuerza Popular            | Santos Sánchez Damian             |                  | Llankasun Kuska           |
| Curahuasi            | Danilo Valenza Calvo         |                  | Unión por el Perú         | Néstor Jara Pacheco               |                  | Alianza para el Progreso  |
| Huanipaca            | Benedicta Guillen Barretón   |                  | Unión por el Perú         | Cipriano Otazú Alarcón            |                  | Llankasun Kuska           |
| Lambrama             | Víctor Pérez Kari            |                  | Alianza para el Progreso  | Hilario Saldivar Taipe            |                  | Llankasun Kuska           |
| Pichirhua            | Miguel Valente Arias         |                  | Movimiento Popular Kallpa | Celso Hurtado Rodríguez           |                  | Llankasun Kuska           |
| San Pedro de Cachora | Amílcar Chiclla Valdiglesias |                  | Fuerza Popular            | Timoteo Sullcahuaman Valdiglesias |                  | Alianza para el Progreso  |
| Tamburco             | Néstor Peña Sánchez          |                  | Partido Aprista Peruano   | Ramón Camacho Chávez              |                  | Alianza para el Progreso  |